# Reinhardt Vincent von Hompesch

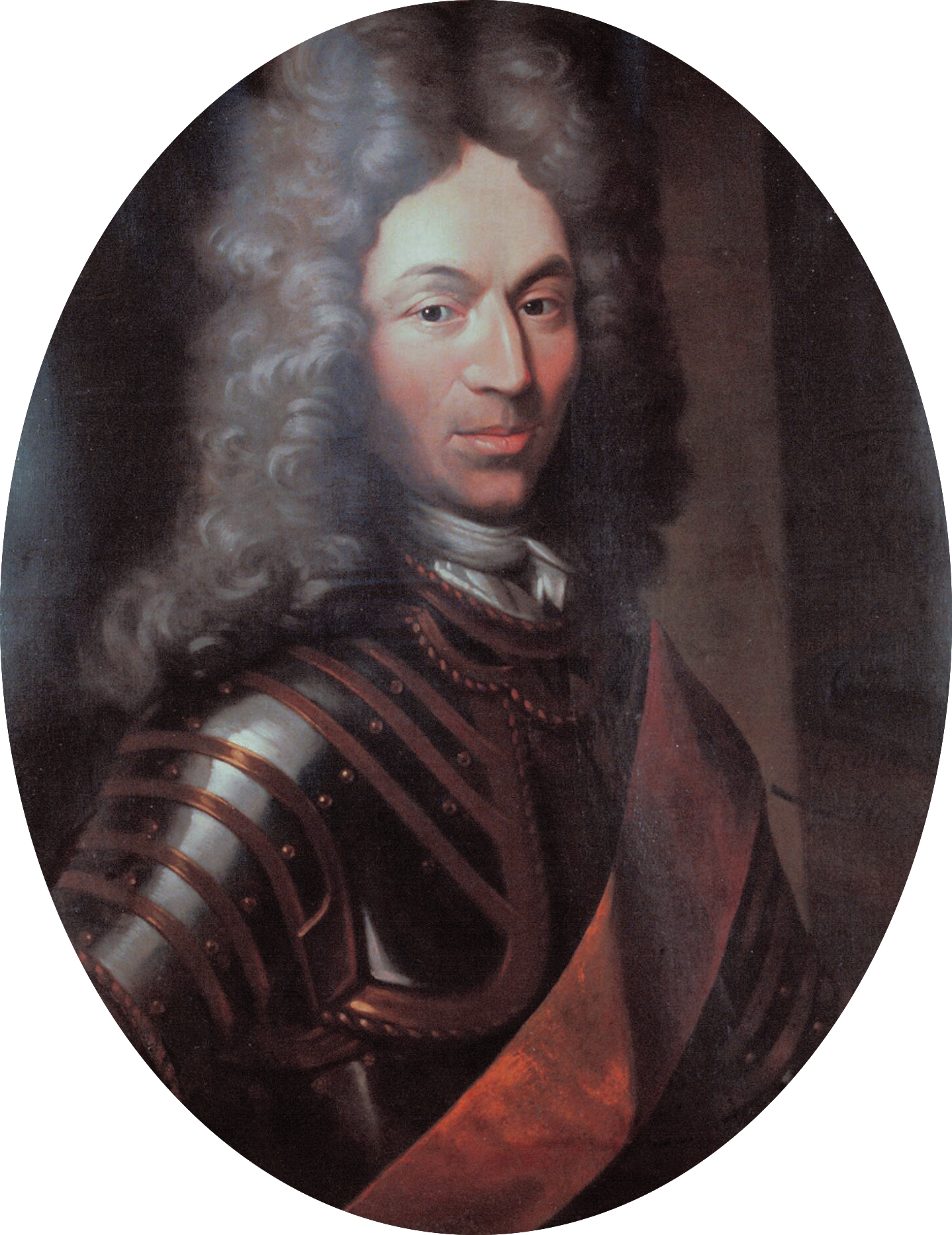
Reinhard Vincent von Hompesch (1660–1733)

Reinhard Vincent Graf von Hompesch (* 1660; † 20. Januar 1733) war ein holländischer General und Gouverneur von Luxemburg.
Seine Eltern waren Johann Dietrich II. von Hompesch zu Bollheim und Rurich und dessen Frau Anna Louisa von Ketzgen.

## Leben
1691 war er Major in der Garde zu Pferd. 1701 wurde er zum Generalmajor ernannt. 
Im spanischen Erbfolgekrieg kämpfte er
1703  in der Schlacht bei Eeckeren, 1704 bei Höchstädt, erhielt dann mit Noyelles von Marlborough das Oberkommando im Raum Trier. Er befestigte Trier und besetzte Saarbrücken.
1704 wurde er Kommandant von Grave.
1705 und 1706 kommandierte er an der Maas. Für seine Verdienste wurde 1706 vom Kaiser Joseph I. zum Grafen erhoben.
Im Jahre 1708 focht er bei Oudenarde und 1709 bei Malplaquet.
Im Juli 1710 wurde er Gouverneur von Douai.
Als er 1711 den Verstoß der Verbündeten zu Arleux deckte, wurde er am 11./12. Juli von den Franzosen überfallen und nach Douai zurückgeworfen, öffnete aber im Gegenstoß durch Besetzung einer wichtigen Brücke den Verbündeten den Weg nach Frankreich. 
Er machte den Feldzug von 1712 mit und wurde am 29. Juli 1712 bei Marchiennes gefangen genommen.
1713 wurde er Gouverneur von Luxemburg, 1714 Gouverneur von Namur, ab 1718 von  ’s-Hertogenbosch (bis zu seinem Tode 1733). Er kaufte dabei das Schloss Stevensweert.
1721 war er als außerordentlicher Gesandter der Generalstaaten in Berlin, wo ihm der Schwarze Adlerorden verliehen wurde.
Am 12. April 1723 wurde er zum General der Kavallerie ernannt. 
1725 war er für die holländische Regierung in diplomatischer Mission unterwegs und verhandelte mit Graf Simon Henrich Adolph zur Lippe über den Kauf der Herrschaft Vianen und Ameide – ein Handel, den der hochverschuldete Graf nicht ausschlagen konnte. Es war das Erbe seiner Großmutter Amalia von Dohna-Vianen.

## Familie
Auch sein Bruder Adam Ludwig von Hompesch († 1733) war holländischer General. Dieses und die Tatsache, dass beide im Abstand weniger Tage gestorben sind, mag dafür gesorgt haben, dass die biographischen Angaben oft durcheinandergehen.